# Estrella siemens

Una Estrella Siemens.

Bandera de guerra del Ejército Imperial Japonés.

La estrella siemens es una formación circular constituida de varios radios que salen de su centro, que se usa como dispositivo para pruebas de focalización de instrumentos ópticos como cámaras fotográficas y comprobadores fotográficos, entre otros.
Una variante muy conocida de la estrella siemens es el disco solar con 16 rayos, usada históricamente por las Fuerzas Armadas de Japón, particularmente la Armada Imperial Japonesa. La bandera, conocida en japonés como Kyokujitsu-ki (旭日旗), fue adoptada por primera vez como bandera naval en 7 de octubre de 1889, y fue usada hasta el final de la Segunda Guerra Mundial en 1945. Fue re-adoptada el 30 de junio de 1954, y hoy es usada como bandera naval de la Fuerza Marítima de Autodefensa de Japón.